# Bernardo Sayão (político)
Bernardo Sayão Carvalho Araújo (Rio de Janeiro, 18 de junho de 1901 — Imperatriz, 15 de janeiro de 1959) foi um engenheiro agrônomo do Ministério da Agricultura e político brasileiro.

## Vida
Formado em 1923 na Escola Superior de Agronomia e Medicina Veterinária de Belo Horizonte, teve como principal projeto o desenvolvimento da região central do Brasil. Também era conhecido por nomes como "Pau Para Toda Obra, Sayão do Povo, Gigante do Oeste, Capitão Desbravador, Bandeirante Moderno e Chefe", entre muitos outros, dados por amigos e por todos os candangos que com ele desbravaram o oeste Brasileiro. Bernardo Sayão, trabalhou em estradas nas matas selvagens de Goiás.

### Em Goiás
Fundou a "CANG" Colônia Agrícola Nacional de Goiás, na Marcha para o Oeste de Getúlio Vargas deu origem à cidade de Ceres. Em razão do bem-sucedido trabalho lá realizado, em 1954, foi eleito vice-governador de Goiás, chegando a governar o estado interinamente por um mês e meio, de 31 de janeiro a 12 de março de 1955.

### NOVACAP
Em setembro de 1956, tornou-se um dos diretores da NOVACAP, sendo Israel Pinheiro o presidente, além de Ernesto Silva e Íris Meinberg. Nessa condição contribuiu significativamente, com sua liderança e carisma, para a credibilidade e início das obras de construção de Brasília.

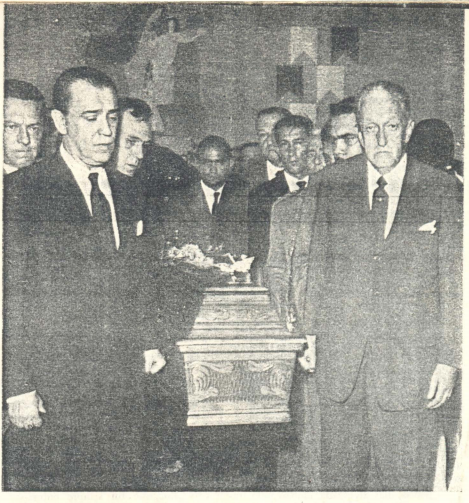
O presidente do Brasil, JK, ajudando a carregar a urna funerária de Bernardo Sayão

### Construção da Belém-Brasília
Em 1958, Juscelino Kubitschek lhe encarrega a construção do trecho norte da Transbrasiliana (a Belém-Brasília), acompanhando pessoalmente as obras. Mas, no início de janeiro de 1959, durante os trabalhos de abertura da mata, uma árvore é derrubada de forma equivocada e atinge o barracão onde se encontrava Sayão, que morre no mesmo dia. A localização do acampamento ficava dentro do município paraense de Ulianópolis, nas proximidades da Vila Ligação, do município também paraense de Dom Eliseu. Ele foi 1 dos primeiros corpos que foi sepultado no cemitério campo da esperança na nova capital do Brasil.

## Homenagens
Bernardo Sayão dá nome a um município brasileiro no estado do Tocantins, além de ser homenageado por vários municípios às margens da Belém-Brasília, onde batizaram com seu nome diversas praças, avenidas e ruas. Cidades como Gurupi, Paraíso do Tocantins, Guaraí, Colinas do Tocantins, Araguaína, Miranorte, Barrolândia, Bernardo Sayão, Goiânia, Rialma, Ceres, Ipiranga de Goiás, Inhumas, Nova Glória, Imperatriz, Açailândia e Belém possuem algumas homenagens a Sayão. Ele também tem seu nome recordado ao dar nome a um setor (bairro) na cidade goiana de Ceres e no Distrito Federal chamado SIBS (Setor de Indústria Bernardo Sayão), onde existem vários prédios com empresas de diversos segmentos,  principalmente gráficas. Esse setor fica próximo à cidade-satélite de Núcleo Bandeirante.
Ainda no Distrito Federal, foi criado, no dia 10 de outubro de 2002, por decreto do então governador Joaquim Roriz, o Parque Ecológico Bernardo Sayão, localizado entre o Jardim Botânico e o Lago Sul, na altura das QIs 27 e 29, em Brasília.
Um dos mais tradicionais Grupos Escoteiros de Brasília leva o nome de Bernardo Sayão, o Grupo Escoteiro Bernardo Sayão (GEBS 14/DF).
Há, ainda, na cidade Anápolis, outro grupo escoteiro que também leva o seu nome, sendo um dos mais antigos do estado de Goiás, com sua fundação em 9 de setembro de 1961 - Grupo Escoteiro Bernardo Sayão (GEBS 2/GO).
Na Asa Sul, Brasília/DF, está localizada a agência da Caixa Econômica que leva o nome do Bernardo Sayão como homenagem. 

## Centro Acadêmico
Em 1969, os alunos da Faculdade de Engenharia Elétrica da Universidade Estadual de Campinas, Unicamp, fundaram seu Centro Acadêmico com o nome do Engenheiro. O CABS - Centro Acadêmico Bernardo Sayão, tem a função de integrar os estudantes, auxiliando-os em atividades acadêmicas, cívicas e recreativas, oferecendo cursos de línguas, promovendo eventos educativos como palestras, torneios esportivos, mostras de cinema e debates sobre temas sociais, além de cursos livres de tecnologia.